# Бертхолд I (Цигенхайн)
Бертхолд I фон Цигенхайн (на немски: Berthold I von Ziegenhain; * ок. 1207; † пр. 6 август 1258) от род Цигенхайн, е от 1229 г. до смъртта си граф на Графство Цигенхайн и на Графство Нида и фогт на Фулда. Той управлява заедно с по-големия си брат Готфрид IV († 1250), като Бертхолд резидира в Цигенхайн, а Готфрид в Нида.

## Биография
Той е вторият син на граф Лудвиг I фон Цигенхайн (* ок. 1167; † сл. 17 януари 1229) и съпругата му Гертруд (* ок. 1172; † сл. 1222), вдовица на граф Фридрих II фон Абенберг. Брат му Буркхарт († 1247) е от 1247 г. архиепископ на Залцбург.
След смъртта на баща му двамата братя Готфрид IV и Бертхолд управляват заедно наследените графства, като Бертхолд резидира в Цигенхайн, а Готфрид в Нида. През ноември 1233 г. те сключват договор за закрила с ландграф Конрад фон Тюринген, който им дава земите на умрелия му чичо през 1229 г. граф Фридрих фон Цигенхайн.
В началото братята Готфрид IV, Бертхолд и Буркхарт са привърженици на Хоенщауфените, но през 1241 г. отиват на страната на папата при Зигфрид III фон Епщайн, архиепископът на Майнц, който е кръстник на Готфрид V, синът на Бертхолд.
През дългата Тюрингско-хесенска наследствена война (1247 – 1264) на Лудовингите след смъртта на Хайнрих Распе, Бертхолд е на страната на херцогиня София Брабантска, майката на прокламирания от нея ландграф на Хесен Хайнрих I.

## Фамилия
Бертхолд I се жени 1248 г. за Айлика фон Текленбург (1220 – 1286), дъщеря на граф Ото I фон Текленбург. Те имат децата:
- Айлика (1248 спомената)
- Бертхолд (1258 споменат)
- Готфрид V († 1271/72), граф на Цигенхайн, женен пр. 26 март 1262 за Хедвиг фон Кастел († сл. 1291)
- Гертруд († 1279), омъжена за Конрад II Шенк фон Ербах († 1279)